# Burrillville
Burrillville est une ville américaine (town) située dans le comté de Providence au sein de l’État de Rhode Island. Cette ville fut fondée en 1730 et incorporée en 1806. Selon le recensement de 2010, sa population est de 15 955 habitants.
La municipalité s'étend sur 57,13 milles carrés (147,97 km2), dont 55,03 milles carrés (142,53 km2) de terres.

## Histoire
En 1806, la ville devient indépendante de Glocester et prend le nom de Burrillville en l'honneur de James Burrill Jr. (en) alors Procureur général de l'État.
Au XIXe siècle, dès 1807, une usine de coton est en opération dans la ville, à Pascoag. Oliver Chace, un charpentier travaillant pour Samuel Slater, a ouvert en 1806 des sociétés textiles dans le Massachusetts. Plus tard, il achète et réorganise la société Valley Falls Company, à Valley Falls, dans le Rhode Island en 1839 et lui permet d'acquérir ensuite l'entreprise Albion Mills et la Tar-Kiln Factory à Burrillville, qui avait été fondée par son fils Harvey dans la ville.

## Villages
Burrillville comprend plusieurs villages sur son territoire : 
| - Bridgeton - Echo Lake - Gazzaville - Glendale (en) - Graniteville - Harrisville (en) (CDP) - Huntsville |  | - Laurel Hill - Mapleville (en) - Mohegan - Nasonville (en) - Oak Valley - Oakland (en) - Pascoag (en) (CDP) |  | - Round Top - Sand Beach - Saxonville - Tarkiln - Wallum Lake - Whipple |

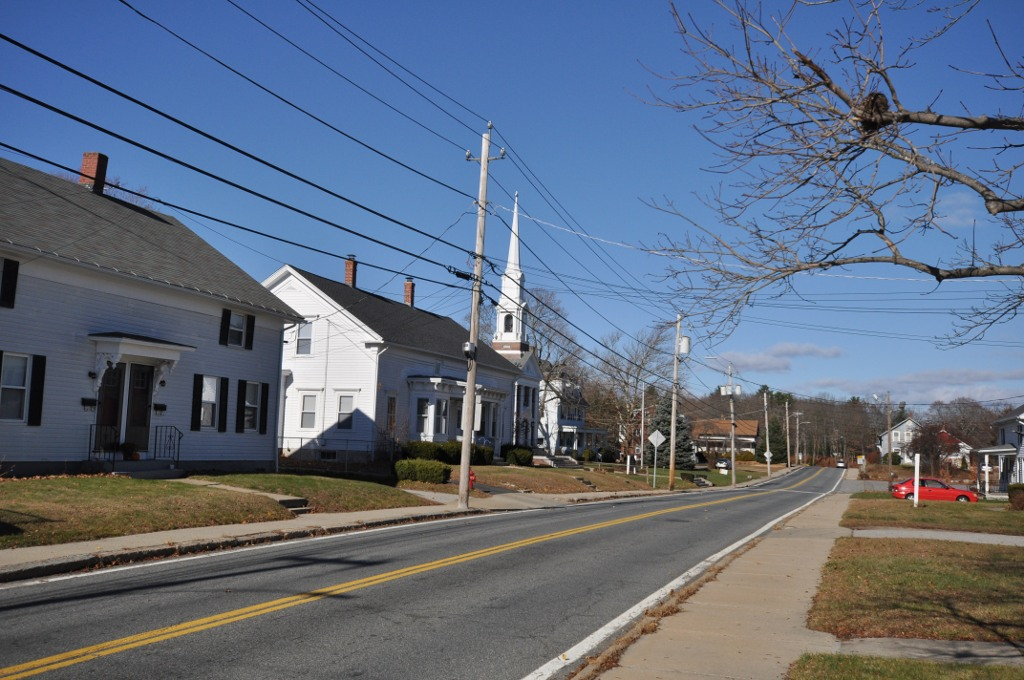
Harrisville
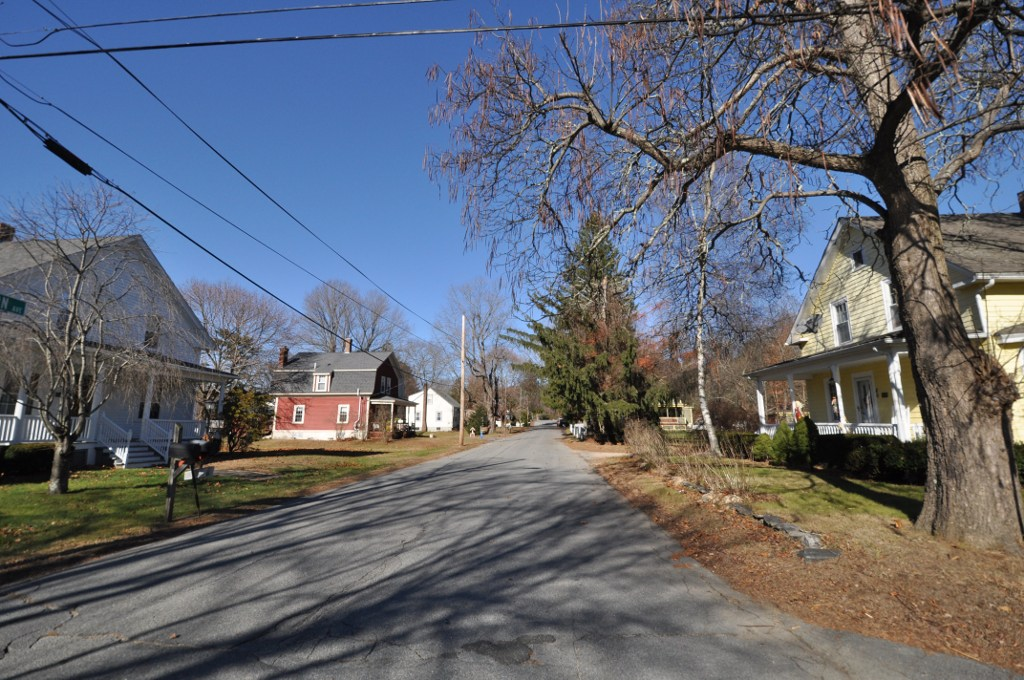
Oakland
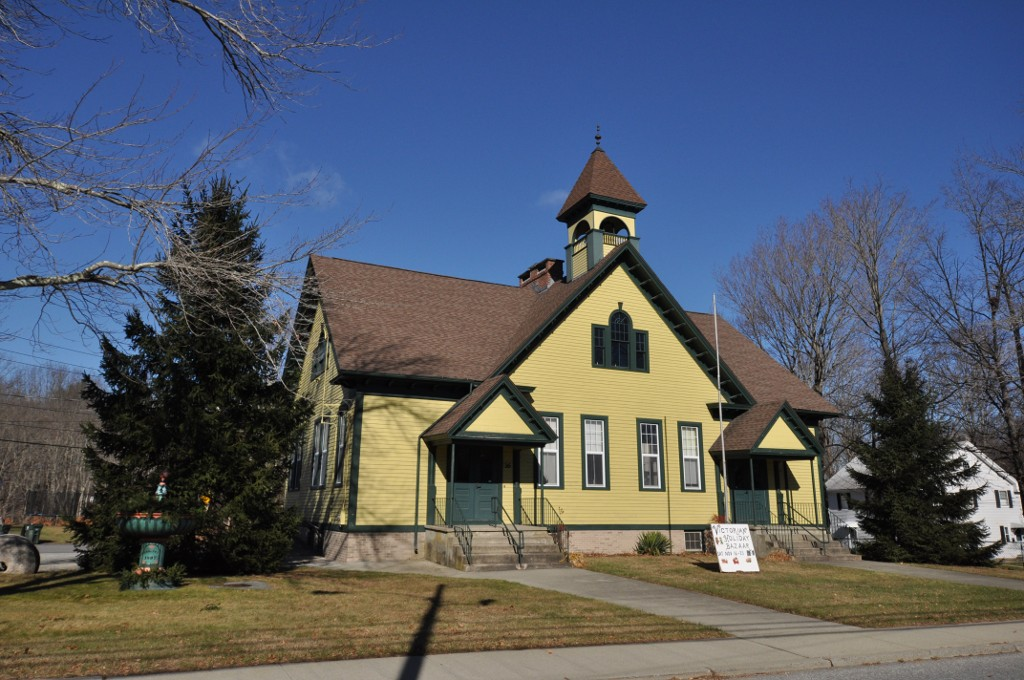
Pascoag